# 카덜
카덜(아일랜드어: cadal) 또는 코들(영어: coddle)은 아일랜드 음식이다. 더블린 음식이기 때문에 지명을 따서 카덜 발려 아허 클리어(아일랜드어: cadal Baile Átha Cliath) 또는 더블린 코들(영어: Dublin coddle)이라 부르기도 한다. 주로 소시지, 베이컨, 감자, 양파 등을 넣어 만들며, 간은 소금과 후추로 한다. 파슬리나 차이브 같은 허브를 넣기도 한다.

## 이름
아일랜드어 "카덜(cadal)"과 그것을 빌린 낱말인 영어 "코들(coddle)" 모두 "뭉근한 불에 끓이다"라는 뜻이다.

## 같이 보기
- 스튜